# Крикська мова
Крикська мова, відома також як Маскогі, (самоназва Mvskoke) — північноамериканська індіанська мова, найвідоміша з мов  мускозької сім'ї, за якою дана сім'я отримала назву. Носіями мови є індіанці  крики (Маскогі, мускогі) і семіноли, що проживають в штатах Оклахома, Флорида і (меншою мірою) Алабама і Джорджія.
Примітка. Мову не слід плутати з  мовою крі і з мовою мескуакі, яка частіше називається Саук-фокс — індіанськими мовами  алгської сім'ї.

## Фонетика та орфографія

### Писемність
Крикський алфавіт був прийнятий в кінці XIX століття (Innes 2004). Він складається з 20 латинських літер, вимова яких має відмінності від вимови в традиційному латинському алфавіті і в англійській мові:
1. A, (a), як у слові father.
2. C, (tʃ), як «ch» у слові such.
3. E, (ɨ), як «i» в слові hit.
4. Ē, (i), як «ee» в слові seed.
5. F, (f), як у слові father.
6. H, (h), як у слові hatch.
7. I, (e), як «ay» в слові day, або як іспанське «e».
8. K, (k), як «k» у слові risk.
9. L, (l), як у слові look.
10. M, (m), як у слові moon.
11. N, (n), як у слові moon.
12. O, (ʊ) або (o), може бути коротким, як «oo» в слові book, або довгим, як «o» в слові bone.
13. P, (p), як у слові spot.
14. R, (ɬ), не має аналога в більшості європейських мов, в транслітерації нерідко передається як «hl» або «tlh». Звук утворюється випусканням повітря з боків язика при проголошенні «l», як уельське ll.
15. S, (s), як у слові spot.
16. T, (t), як «t» у слові spot.
17. U, (ʊ) або (o), звичайно той самий звук, що і для короткого o вище.
18. V, (ə), короткий голосний звук, як англійське «a» в слові about або друге «o» в слові common.
19. W, (w), як у слові wet.
20. Y, (j), як у слові yet.

Є три дифтонга:
- Ue, як «oy» у слові boy.
- Vo, як «aw» в слові hawk.
- Eu, дорівнює крикському короткому e, плавно переходить у u.

Німі букви відсутні — всі букви вимовляються.

### Чергування приголосних
Чотири приголосних у крикській мові відрізняються від англійських, оскільки можуть бути дзвінкими або глухими, в залежності від позиції в слові (подібно німецькому s). Якщо вони розташовані між двома голосними або на початку слова, їх звучання може відрізнятися від стандартного:
- C може звучати як dʒ (як англійська «j» в слові just).
- K може звучати як g.
- P може звучати як b.
- T може звучати як d.

Крім того, деякі сполучення приголосних звучать інакше, ніж в англійській, що створює проблеми з  транскрипцією. Найвідоміший випадок — закінчення 2-ї особи однини для дієслів. Wiketv означає «зупинятися»; дієслово, що означає «ти зупиняєшся» записується крикською як wikeckes або wiketskes, обидва варіанти вимовляються однаково, проте варіант з -eck-, використовуваний Іннесом (Innes, 2004), менш бажаний, ніж варіант -etsk-, використовуваний Мартіном (Martin, 2000) та Лоріджем (Loughridge, 1964), оскільки англомовний читач читає його як «k».

### Довгота голосних
Одним з ключових моментів у крикській мові є довгота голосних. У загальному і цілому, є пари голосних — довгі і короткі, причому заміна довгої на коротку або навпаки може призвести до зміни змісту слова, наприклад, зміни часу дієслова, його способу чи форми. Існують такі пари голосних:
- Короткий голосний v з довгим голосним a.
- Короткий голосний e з довгим голосним ē.
- Короткий голосний u з довгим голосним o.

На жаль, у традиційній орфографії крикської мови іноді пишеться a, коли вимовляється v, або пишеться o, коли реально вимовляється u.

### Особливості мови, що не передаються стандартною орфографією
У стандартній орфографії не відображаються такі характеристики крикської мови, як тональність і назалізація — вони передаються тільки в словниках. Мартін (martin, 2000) та Іннес (Innes, 2004) використовують такі позначення:
- Спадний тон складу позначається циркумфлексом. У мові крик зміна тону має смислорозрізнювальне значення: acces («вона одягає (сукню)»), âcces («вона носить (сукню)»).
- Назалізація голосного передається «хвостиком» (т.зв.«огонком») під голосною буквою. Якщо дієслово acces перетворюється на ącces, воно стає дієсловом недоконаного виду, тобто передає повторювану або звичайну дію.
- Ключовий склад слова нерідко позначається акцентом. Зазвичай це останній склад слова зі звичайним тоном; всі такі склади вимовляються нижчим тоном.

## Відмінні риси граматики

### Синтаксис
Звичайний порядок слів — SOV. Підмет або додаток можуть бути або власне іменником, або іменником, за яким слідують один або кілька прикметників. Прислівники зазвичай зустрічаються або на початку речення (прислівники часу), або безпосередньо після дієслова (прислівники способу дії).

### Дієслова
У крикській мові одне дієслово може перекладатися на європейські мови цілим реченням, оскільки містить в собі відразу кілька морфологічних показників, при цьому дієслівна основа зазнає змін.
- Особа (підмета).

- - Letketv= бігти.
  - Letkis.= Я біжу.
  - Letkeckes(абоLetketskes) = ти біжиш.
  - Letkes.= Він / вона біжить.
  - Форми множини можуть бути складнішими (див. нижче).

- Особа (прямого або непрямого додатку).

Маркується префіксами.
- - Hecetv= бачити.
  - Cvhēcis= я бачу тебе.
  - Cehēceckes.= Ти бачиш мене.

- Час

- - Pohetv= чути.
  - Pohis.= Я чую (теперішній час).
  - Pohhis.= Я тільки що чув (1-ий або безпосередній минулий час, до дня тому).
  - Pohvhanis.= Я ось-ось почую.
  - Pohares.= Я почую.
  - Pohiyunks.= Я чув нещодавно (2-ий або середньоминулий час, до тижня тому).
  - Pohimvts.= Я чув (3-ій або віддалений минулий час, до року тому).
  - Pohicatēs.= Давним-давно я чув. (4-ий або давноминулий час, більше року тому).
  - Існує як мінімум ще 10 часів, включаючи доконані версії вищевказаних, а також майбутній, невизначений часи.

- Спряження

- - Wiketv= зупинитися.
  - Wikes.= Він / вона зупиняється (дійсний спосіб).
  - Wikvs.= Зупинись! (Імператив)
  - Wikv-wites.= Він / вона може зупинитися (потенціал).
  - Wike-nomat.= Якщо він / вона зупиниться (умовний спосіб).
  - Wikepueces.= Він / вона змусив когось зупинитися (каузатів).

- Вид

- - Kerretv= вчитися.
  - Kērris.= Я вчуся (прог, дія продовжується або розвивається).
  - Kêrris.= Я знаю (результат, стан).
  - Kęrris.= Я продовжую вчитися (імперфект, звичайна чи повторювана дія).
  - Kerîyis.= Я тільки що дізнався (дію завершено в минулому).

- Спосіб
  - Wihkis.= Я тільки що зупинився (актив, 1-ий минулий час).
  - Cvwihokes.= Мене тільки що зупинили (пасив, 1-ий минулий час).

- Заперечення
  - Wikarēs.= Я зупинюся (ствердження, майбутній час).
  - Wikakarēs.= Я не зупинюся (заперечення, майбутній час).

- Питання
  - Hompetv = є; nake = що.
  - Hompeckes.= Ти їси.
  - Hompeckv?= Ти їси? (Очікується відповідь «так» чи «ні»)
  - Nake hompecka?= Що ти їси? (Очікується розгорнута відповідь)

#### Дієслова з нерегулярною множиною
Деякі крикські дієслова, особливо ті, які передають рух, мають вкрай нерегулярні форми множини. Наприклад, letketv = бігти (один суб'єкт), tokorketv = бігти (удвох), pefatketv = бігти (троє або більше учасників).

#### Стативні дієслова
Ще один клас крикських дієслів представляють стативні дієслова. Вони не виражають дії і не припускають тривалості, дають лише опис стану. Подібні дієслова (означають буквально «бути червоним», «бути поганим» тощо) існують в китайській та корейській мовах, в стародавніх і ряді сучасних семітських мов, у той час як в індоєвропейських мовах замість подібних дієслів, як правило, використовуються прикметники. У крикській мові «прикметники» є різновидом дієслів, проте ці дієслова не змінюються по особам суб'єкта (підмета) за допомогою афіксів, на відміну від перерахованих вище дієслів. Замість цього змінюється префікс.
Приклад:
- Enokkē= бути хворим;
- Enokkēs= він/вона хворий/хвора;
- Cvnokkēs= я хворий;
- Cenokkēs= ти хворий.

#### Локативні префікси
У крикській мові також використовуються префікси дієслів для передачі відтінків значень дієслів.
Наприклад, в англійській мові дієслово to go може видозмінюватися за допомогою супутніх прийменників to go up, to go in, to go around, тощо
У крикській мові для тієї ж мети використовуються т. зв. «Локативні префікси»:
Приклад:
- Vyetv= йти (тільки про поодинокі об'єкти, див. вище);
- Ayes= я йду;
- Ak-ayes= я йду (у воді / по низькому місцю / під чимось);
- Tak-ayes= я йду (по землі);
- Oh-ayes= я йду (зверху чого-небудь).

З іншого боку, для дієслів руху крикська мова володіє широким вибором дієслів з конкретним значенням:
- Ossetv= виходити;
- Ropottetv= проходити (крізь).

### Володіння
Якщо в багатьох мовах світу володіння передається за допомогою родового або аналогічного відмінка, то в крикській мові для вираження приналежності використовуються принципово інші конструкції, в залежності від природи іменника.

#### Невідчужуване володіння
Частина тіла або член сім'ї не можуть згадуватися в крикській мові без вказівки на власника; маркер володаря є невід'ємною частиною такого слова. Цю роль грає серія взаємозамінних префіксів:
- Enke= його / її рука;
- Cvnke= моя рука;
- Cenke= твоя рука;
- Punke= наша рука.

Навіть якщо вказаний конкретний власник, слово вживається тільки разом з префіксом, наприклад, Toske enke = рука Тоске, букв. «Тоске його рука».

#### Відчужуване володіння
Вказівка на володіння для інших назв іменників здійснюється за допомогою окремого набору прийменників.
- Efv= собака;
- Vm efv= мій собака;
- Cem efv= твій собака;
- Em efv= його / її собака;
- Pum efv= наш собака.

Приклад:
Toske em efv= собака Тоске (букв. «Тоске його собака»).
Така фраза граматично коректна в крикській (аналоги даної конструкції існують в тюркських, уральських та ін. мовах).

#### Локативні іменники
Ще однією відмінною особливістю крикської мови є наявність «локативних іменників». Якщо в європейських мовах для позначення місцезнаходження використовуються обставини, а в тюркських або фіно-угорських — відмінки, то в крикській мові місцезнаходження позначають власне іменники (подібно до перської мови). Вони зв'язуються посессивними конструкціями, подібно позначенням частин тіла або членів сім'ї.
- Cuko= будинок; yopv = іменник, що позначає «те, що позаду»; cuko yopv = за будинком; cvyopv = за мною; ceyopv= за тобою.
- Lecv= те, що під; eto= дерево;eto lecv= під деревом.
- Tempe = близько; cvtempe= біля мене; cetempe= біля тебе; putempe= під нами.

## Фонологія
Нижченаведена таблиця складена за матеріалами останніх лінгвістичних досліджень , , 
|                       | Лабіальні | Альвеолярні | Палатальні | Велярні | Гортанні |
| --------------------- | --------- | ----------- | ---------- | ------- | -------- |
| Плозивні              | p         | t           |            | k       |          |
| Африкати              |           |             | ʧ          |         |          |
| Фрикативні            | f         | s           |            |         | h        |
| Латеральні фрикативні |           | ɬ           |            |         |          |
| Носові                | m         | n           |            |         |          |
| Латеральні            |           | l           |            |         |          |
| Напівголосні          | w         |             | j          |         |          |

/ʧ/ на письмі відображається як <c>, /ɬ/ — як <r>, /j/ — як <y>.
|                           | Передній ряд | Середній ряд | Задній ряд |
| ------------------------- | ------------ | ------------ | ---------- |
| Закриті голосні           | i iː         |              |            |
| Середньо-відкриті голосні |              |              | o oː       |
| Відкриті голосні          |              | a aː         |            |

У крикській мові є три дифтонги: / ej ow aw /. Голосні можуть назалізуватися (див. відмінність між acces і ącces, описану вище); попри це, Джонсон і Мартін (Johnson and Martin, 2001)  не вважають назалізовані голосні окремими фонемами. Назалізовані голосні позначаються підрядковим знаком, як у польській мові: <ę>, <ų>, <į>, та ін.
Є три тони: високий (позначається Акутом: á), низький (не має свого позначення: a) і спадний (позначається циркумфлексом: â). Короткі голосні /ioa/ схильні до централізації, зміщуючись приблизно в область [ɪ ɔ ə]. Орфографічні правила, наведені в цій статті, належать до лінгвістичної транслітерації і не зачіпають реальний письмовий ужиток носіїв мови.